# Dušan Kováč
Dušan Kováč (Homonna, 1942. január 3. –) szlovák történész, író, költő, a történettudomány doktora, a Magyar Tudományos Akadémia tiszteleti tagja. A kortárs szlovák történettudomány kimagasló jelentőségű alakja, az Osztrák–Magyar Monarchia és közép-európai utódállamainak történeti kutatója. Michal Kováč (1930–2016) politikus, Szlovákia 1993–1998 közötti köztársasági elnökének öccse.

## Életútja
Középiskoláit Homonnán végezte, majd 1959 és 1964 között a pozsonyi Comenius Egyetem bölcsészettudományi karának történészhallgatója volt. 1965–1968-ban középiskolai tanári állást vállalt előbb Simonyban, majd Pozsonyban. 1968-tól a Szlovák Tudományos Akadémia Európai Szocialista Országok Történeti Intézetének tudományos munkatársa volt. 1981-től az SZTA Történettudományi Intézet kutatója, 1990 és 1998 között az intézet igazgatói posztját is betöltötte. Kandidátusi értekezését 1969-ben védte meg, 1991-től a történettudomány doktora. A rendszerváltást követően tanulmányutakon járt az Amerikai Egyesült Államokban, Nagy-Britanniában és Ausztriában.

## Munkássága
Fő kutatási területe a 19–20. századi közép-európai történelem, azon belül az Osztrák–Magyar Monarchia, illetve Csehszlovákia, Szlovákia és Magyarország társadalmi, politikai, nemzetiségi viszonyainak vizsgálata. Behatóan tanulmányozta a szlovákiai és magyarországi németek, a szlovákiai nemzetiségek 19–20. századi históriáját és identitásváltozásait. Foglalkozott a (cseh)szlovák politikai élet nagy alakjai – például Milan Rastislav Štefánik és Tomáš Garrigue Masaryk – történelmi jelentőségével.
Több szálon kötődik a magyar tudományos közélethez, tanulmányaival és előadásaival küzd a toposszá merevedett történelmi sztereotípiák eloszlatásáért (pl. a Monarchia mint „a népek börtöne”). A két nemzet történetszemléletét közelítendő évek óta kezdeményezi szlovák és magyar tudósok közreműködésével egy történeti monográfia megírását. Számos könyv – köztük szlovák és magyar nyelvű középiskolai történelemtankönyvek – és mintegy száz, hazai és külföldi folyóiratokban megjelent szakcikk szerzője. A Historický časopis című szlovák történettudományi szaklap főszerkesztője.
Történeti kutatásai mellett szépirodalommal is foglalkozik, több regény, lírai hangvételű prózai mű, ifjúsági és gyermekkönyv, verseskötet, rádiójáték és ifjúságifilm-forgatókönyv fűződik a nevéhez.

### Társasági tagságai és elismerései
A Szlovák Tudományos Akadémia tagja, 1998-tól tudományos titkára, a Szlovák Történészek Nemzeti Bizottságának elnöke. Emellett levelező tagja az Osztrák Tudományos Akadémiának, a müncheni Collegium Carolinumnak, a londoni Royal Historical Societynak, 2007-ben pedig a Magyar Tudományos Akadémia tiszteleti tagjává választották. A budapesti Európa Intézet tudományos tanácsadó testületének tagja.
Tudományos eredményeiért 1997-ben a bécsi Duna-térségi és Közép-európai Intézet Anton Gindely-díját, 2001-ben a Magyar Köztársasági Érdemrend tisztikeresztjét, 2003-ban a Pribina-kereszt második fokozatát, 2004-ben Herder-díjat, 2007-ben pedig a Cseh Tudományos Akadémia Palacký-emlékérmét adományozták neki.

## Főbb művei

### Történelmi művek
- Od Dvojspolku k politike anšlusu: Nemecký imperializmus a Rakúsko do r. 1922. Bratislava: Veda. 1979
- Muži deklarácie. Martin: Osveta. 1991
- Nemecko a nemecká menšina na Slovensku, 1871–1945. Bratislava: Veda. 1991
- Milan Rastislav Štefánik. Budmerice: Rak. 1996
- Slováci – Česi – dejiny. Bratislava: AEP. 1997
- Dejiny Slovenska. Praha: Lidové Noviny. 1998
Magyarul: Szlovákia története. Pozsony: Kalligram. 2001
- Kronika Slovenska I–II. Bratislava: Fortuna Print. 1998–1999 (szerzőtársakkal)
- Vysídlenie Nemcov zo Slovenska 1944–1953. Praha: Ústav pro soudobé dějiny AV ČR. 2001
- Štefánik a Janin: Príbeh priateľstva. Bratislava: Dilema. 2001
- Slovakia: From Samo to Dzurinda. Stanford: Hoover Institution. 2001 (Peter A. Tomával)
- Slovensko v 20. storočí. Bratislava: Veda. 2004
- Bratislava 1939–1945: Mier a vojna v meste. Bratislava: Marenčin. 2006

### Szépirodalmi munkák
- Prevteľovania. Bratislava: Smena. 1971
- Zváčšeniny. Bratislava: Smena. 1973
- Tajomstvá. Bratislava: Mladé letá. 1984
- Medzi vlkom a hmlou. Bratislava: Slovenský spisovateľ, 1991
Magyarul: Az élet tovatűnő varázsa. Ford. Sági Tóth Tibor. Bratislava: Madách. 1993

## Magyarul megjelent művei
- Dušan Kováč–Eva Kowalská: Történelem, 1642–1914. Učebné texty z dejepisu, 1642–1914. Tanulmányi szöveg. Pre školy s vyučovacím jazykom maďarským; ford. Szőcsné Konrád Ingeborg, Sándor Anna; SPN, Bratislava, 1990
- Dušan Kovač–L'ubomír Lipták: Fejezetek a történelemből a középiskolák számára; ford. Morvay Gábor, Pukkai László, Bergendi Mónika; SPN, Bratislava, 1990
- Az élet tovatűnő varázsa; ford. Sági Tóth Tibor; Madách, Bratislava, 1993
- Szlovákia története; ford. Mayer Judit, G. Kovács László, H. Tóth Ildikó; Kalligram, Pozsony, 2001
- Szlovákia története; ford. Mayer Judit, G. Kovács László, H. Tóth Ildikó, K. Cséfalvay Eszter; 2. bőv. kiad.; Kalligram, Pozsony, 2011